# Ham (Esneux)
Ham is een gehucht van de gemeente Esneux in de Belgische provincie Luik. Sinds 1991 zijn de straten van Ham met woningen uit de 17de en 18de eeuw een beschermde site.
Tot voor de Franse Revolutie was Ham een deel van het hertogdom Limburg. Dit gebied aan de Ourthe was een grensgebied tussen Limburg en het prinsbisdom Luik. Zowel de kalkstenen huizen met hun binnenplaatsen als de groene omgeving bij de Ourthe zijn de typische kenmerken van het dorpsgezicht.
Hoger op de heuvel, op de zogenaamde butte de Ham, bevindt zich het panoramisch uitzicht Roche aux Faucons (200 m), in de buurgemeente Neupré. Op de weg naar het hoofddorp Esneux staat een wit gebouw, Le Castel genoemd. Hier woonde tijdens het Verenigd Koninkrijk der Nederlanden (1815-1830) de sluiswachter.

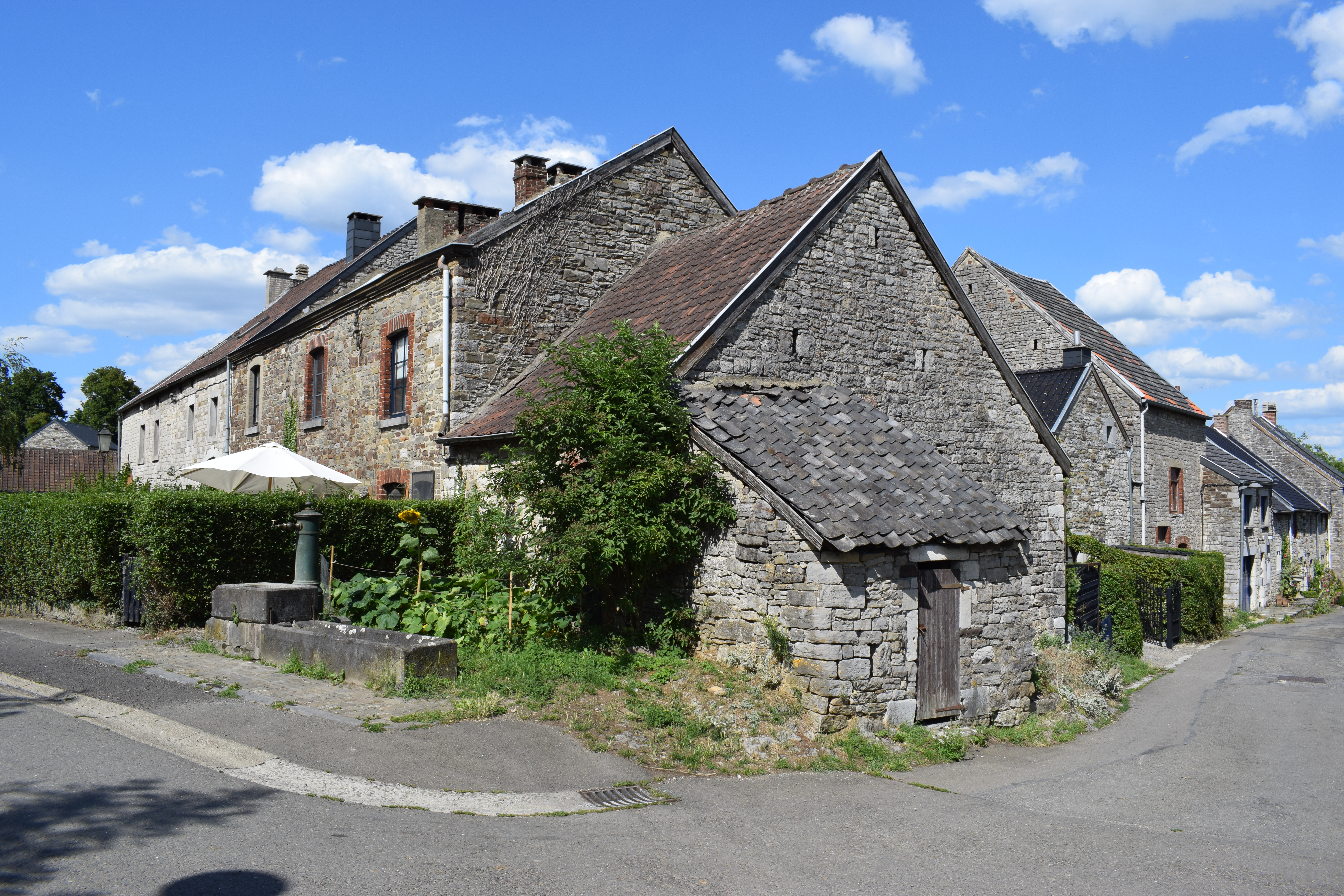
Ham in de Belgische gemeente Esneux
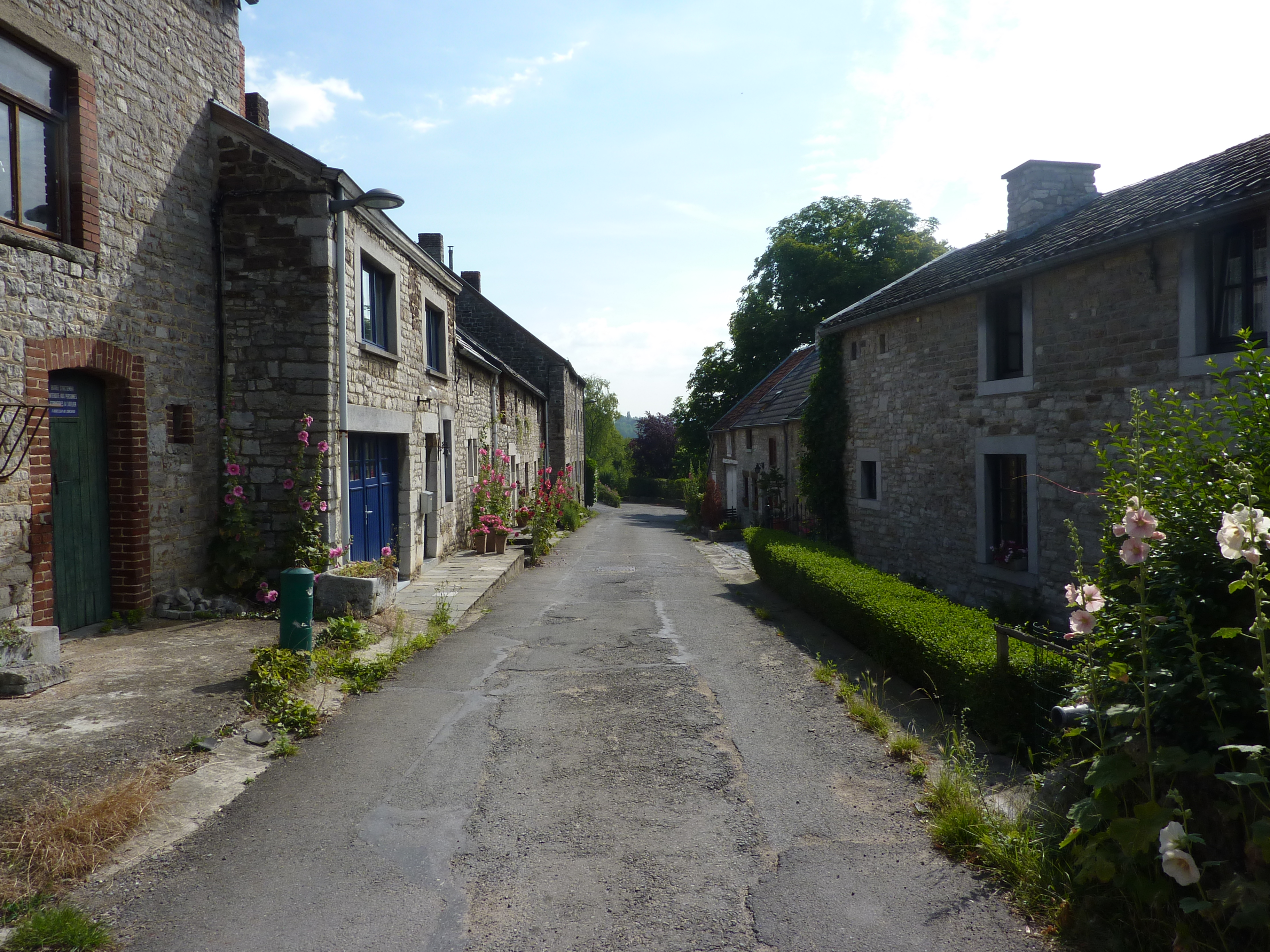
Ham
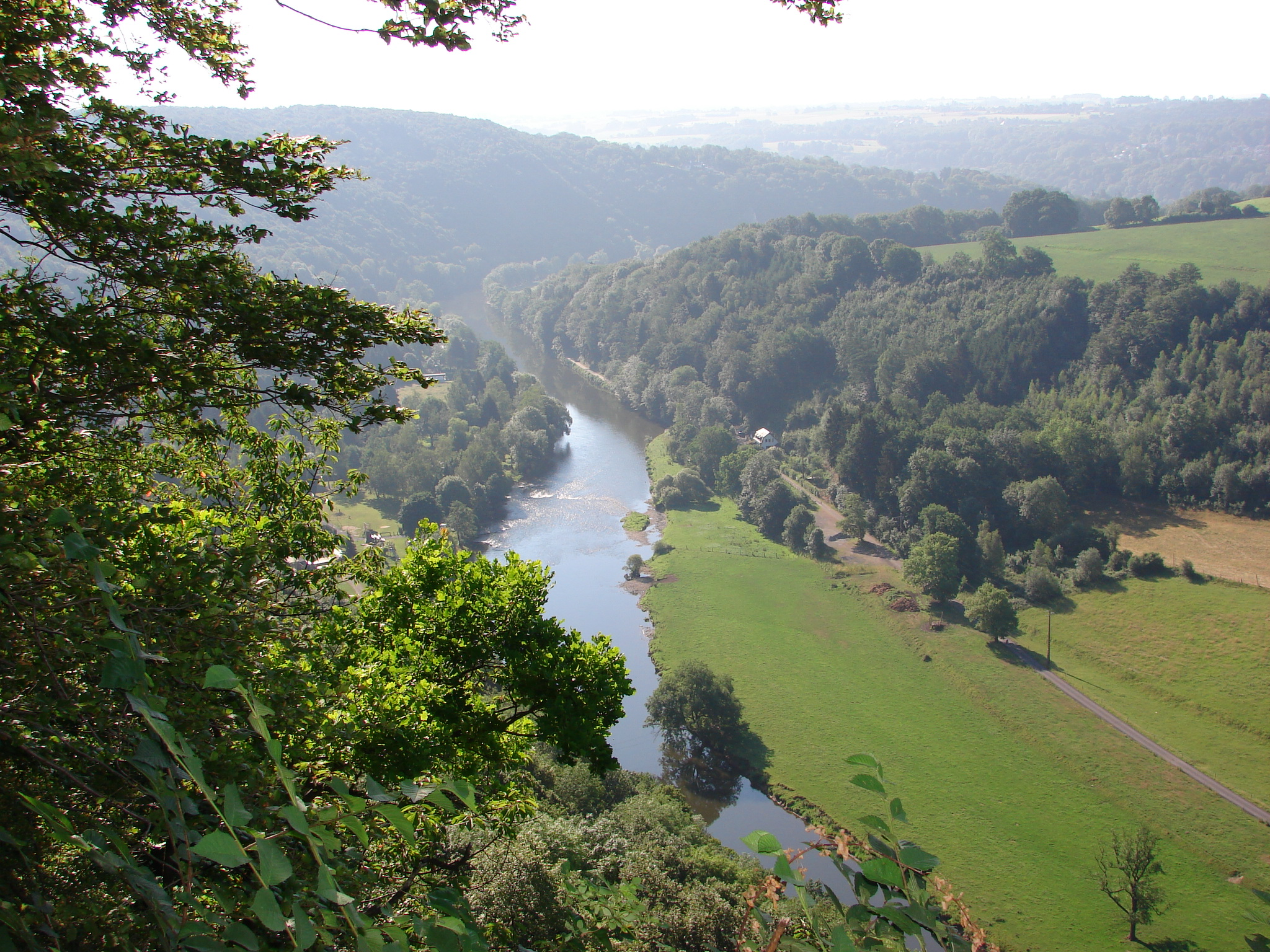
Uitzicht vanaf Roche-aux-Faucons

Deelgemeenten: Esneux · Tilff

Overige dorpen: Amostrenne · Avister · Chaply · Fêchereux · Flagothier-La Haze · Fontin · Ham · Hony · La Gombe · Limoges · Méry · Montfort · Souverain-Pré · Sur-le-Mont

Belgische gemeenten · Arrondissement Luik · Provincie Luik · Wallonië